# Mordserie an Roma in Ungarn 2008–2009
Die Mordserie an Roma in Ungarn 2008–2009 war eine Serie aus zehn rassistisch und antiziganistisch motivierten Anschlägen auf Roma in Ungarn, die sich in den Jahren 2008 bis 2009 ereignete und der sechs Personen zum Opfer fielen, darunter ein vierjähriger Junge. 55 Menschen wurden verletzt, fünf Personen erlitten schwere Verletzungen.
In den Medien wurde die Serie häufig als Roma-Morde bezeichnet, die rechtsextremen Täter als Todesbrigade.

## Tatorte und Daten
- Besenyszög, 7. März 2008
- Debrecen, 1. Juni 2008
- Galgagyörk, 21. Juli 2008
- Piricse, 8. August 2008
- Nyíradony, 5. September 2008
- Tarnabod, 29. September 2008
- Nagycsécs, 3. November 2008 – zwei Tote
- Alsózsolca, 15. Dezember 2008
- Tatárszentgyörgy, 23. Februar 2009 – zwei Tote (Vater und 5-jähriges Kind)
- Tiszalök, 22. April 2009 – ein Toter
- Kisléta, 3. August 2009 – eine Tote

## Vorgehensweise
Nach Darstellung von Medien suchten die Täter für ihre Anschläge Dörfer aus, in denen sie bereits bestehende Spannungen zwischen Roma und der Mehrheitsbevölkerung verstärkten. Sie bewarfen Häuser, in denen Roma wohnten, mit Molotowcocktails, um die Bewohner zum Verlassen zu zwingen. Die flüchtenden Leute beschossen sie mit Feuerwaffen.

## Ermittlungen und Verfahren
Anhand von GSM-Aufenthaltsdaten wurden vier Verdächtige ausgeforscht und im August 2009 gefasst.
Die drei Haupttäter wurden im August 2013 erstinstanzlich durch das Bezirksgericht Budapest wegen gemeinschaftlich begangenen mehrfachen Mordes aus niederen Beweggründen und weiteren Taten zu lebenslanger Haft verurteilt. Das Urteil erlangte 2016 Bestandskraft. Der vierte Verdächtige, dem vorgeworfen wird, bei den Taten als Fahrer fungiert zu haben, kooperierte mit dem Gericht und wurde wegen Beihilfe zu 13 Jahren Haft verurteilt.

### Ermittlungsfehler und mögliche Verstrickung von Politikern
Die Ermittlungen kamen anfangs nur sehr schleppend in Gang und die Polizei hat Spuren am Tatort zunichtegemacht, teilweise wohl mit Absicht. Ein rassistischer, rechtsextremer Tathintergrund wurde über Monate hinweg nicht berücksichtigt. Auch wurden die Ermittlungen erst nach dem vierten Mord zusammengeführt. Weitere Mittäter und Mitwisser, die laut Ermittlungsergebnissen wie etwa einer DNA-Analyse anzunehmen sind, wurden nicht gefasst. Darüber hinaus hatte der Inlandsgeheimdienst zwei der drei Täter bis kurz vor dem Beginn der Mordserie überwacht. Es gibt Vermutungen, dass Wissen des Inlandsgeheimdienstes bewusst nicht an die ermittelnden Behörden übermittelt wurde. Auch der Militärgeheimdienst hatte Kontakte zu einem Mittäter.
In einem Interview mit der regierungsfreundlichen Budapester Tageszeitung Magyar Nemzet beschuldigte der als Haupttäter verurteilte Arpad K. den ehemaligen Ministerpräsidenten Ferenc Gyurcsány indirekt Mitwisser der Taten gewesen zu sein und einen Nutzen aus der Mordserie gezogen zu haben. Weiter gibt Arpad K. in diesem Interview erstmals zu, die Taten begangen zu haben. Er nennt weiterhin Details zu zwei anderen, bisher nicht bekannten Mittätern und spricht davon, Ermittlern weitere, ausführliche Details zu beiden bereits 2020 genannt zu haben. Einer dieser Mittäter sei ein Lokalpolitiker der Partei Jobbik, der andere habe über Verwandte vertrauliche Informationen aus dem Innenministerium weitergeben können.

## Film
Im Spielfilm Just the Wind des ungarischen Regisseurs Benedek Fliegauf, der bei der Berlinale 2012 ausgezeichnet wurde, wird ein Teil dieser Serie behandelt. Gezeigt wird der letzte Tag einer Roma-Familie vor deren Ermordung.
Der Film Der Prozess von Budapest (Judgment in Hungary), Regie Eszter Hajdú, aus dem Jahr 2014 dokumentiert die Gerichtsverhandlung gegen drei Haupttäter und einen Komplizen über die gesamte Verfahrensdauer (167 Verhandlungstage) und die Urteilsverkündung. Der Film wurde am 12. April 2016 bei ARTE gesendet.
Szilvia Varró schrieb als Journalistin über die Roma-Mordserie, bevor sie die Ereignisse zu einer Reihe von vier Kurzfilmen mit dem Titel Ihr Verbrechen war ihre Hautfarbe verarbeitete. Die Filme wurden Anfang August 2013 veröffentlicht und basieren auf Texten des Dokumentarfilmers András B. Vágvölgyi, der den Prozess aufmerksam verfolgte und unter anderem die Anklageschriften gegen die Täter als Grundlage verwendete. Ziel der Filme war es, in der Bevölkerung mehr Aufmerksamkeit für die Taten zu schaffen.

## Belege
1. ↑  Beispiele
2. ↑  Deutsche Welle (www.dw.com): Roma-Morde in Ungarn: Neue Ermittlungen, späte Entschädigungen | DW | 26.08.2013. Abgerufen am 25. September 2022 (deutsch).
3. ↑  Deutsche Welle (www.dw.com): Roma-Mordserie in Ungarn: Ein schockierendes Geständnis - und kein Interesse | DW | 10.09.2022. Abgerufen am 25. September 2022 (deutsch).
4. ↑  Der Prozess von Budapest: ARD, ARTE (Memento des Originals vom 12. April 2016 im Internet Archive)  Info: Der Archivlink wurde automatisch eingesetzt und noch nicht geprüft. Bitte prüfe Original- und Archivlink gemäß Anleitung und entferne dann diesen Hinweis.
5. ↑  Film-Homepage
6. ↑  Deutsche Welle (www.dw.com): Varró: "Es waren immer die anderen" | DW | 23.09.2013. Abgerufen am 25. September 2022 (deutsch).